# Ecatzingo
Ecatzingo és un municipi de l'estat de Mèxic. Ecatzingo és el cap de municipi i principal centre de població d'aquesta municipalitat. Aquest municipi és a la part nord-occidental de l'estat de Mèxic. Limita al nord amb els municipis de Ozumba i Juchitepec, al sud amb Morelos, a l'oest amb Tepetlixpa i a l'est amb Morelos.